# Мовшович, Борис Львович
Бори́с Льво́вич Мовшо́вич (17 августа 1941 года, с. Пехлец, Семионовский район, Рязанская область, РСФСР — 2 октября 2016 года , Самара, Российская Федерация) — советский и российский ученый в области медицины, профессор Самарского государственного медицинского университета (СамГМУ), заведующий кафедрой семейной медицины Института профессионального образования (ИПО).
Лауреат премии Правительства России, обладатель Диплома и Медали Альберта Швейцера (Германия) Европейского бюро Всемирной Организации Здравоохранения, доктор медицинских наук, профессор.

## Биография
Вся трудовая деятельность ученого была связана с Самарским государственным медицинским университетом (Куйбышевским медицинским институтом им. Д. И. Ульянова; Самарским государственным медицинским университетом), где он прошел путь от студента и ординатора до заведующего кафедрой.
С отличием окончил Куйбышевский медицинский институт имени Д. И. Ульянова в 1964 г. по специальности «Врач-лечебник». В 1977 г. защитил кандидатскую диссертацию, работал ассистентом кафедры пропедевтической терапии, доцентом кафедры внутренних болезней педиатрического и стоматологического факультетов. Одновременно с работой в институте в 1977—1988 гг. занимал должность главного терапевта врачебно-санитарной службы Куйбышевской железной дороги.
С 1987 г. — доктор медицинских наук, ученое звание профессора присвоено в 1988 г.
В 1992—1993 гг. — профессор кафедры скорой и неотложной медицинской помощи факультета педиатрической помощи.
В 1993 г. основал кафедру семейной медицины ИПО при непосредственном участии ректора СамГМУ академика РАН А. Ф. Краснова, профессоров В. В. Павлова и Р. А. Галкина, при поддержке академика РАН И. Н. Денисова. Кафедра создавалась практически «с чистого листа», на момент создания была одной из первых в стране, и сыграла незаменимую роль в развитии ОВП и подготовке врачебных кадров. Сс 1993 по 2010 гг. - заведующий кафедрой. За эти годы было обучено свыше 2000 врачей общей практики.

## Научная деятельность
Ученик профессора, заслуженного деятеля наук РСФСР д. м. н. С. В. Шестакова.
Основные направления научных исследований: в терапии — совершенствование методов диагностики инфаркта миокарда.
Под его научным руководством выполнено 10 кандидатских диссертаций. По результатам работ созданы программы ранней диагностики и активного вмешательства в решение проблем пациента, основанные на идеологии семейной медицины, и включающие модули семейного воспитания, семейной профилактики, лечения, профессиональной ориентации, психологической реабилитации.

## Научные труды
Автор 320 научных трудов, в числе которых 10 монографий, 3 руководства для последипломной подготовки врачей, автор 4 изобретений.
- Амбулаторная медицина [Текст] : практическое руководство для врачей первичного звена здравоохранения / Б. Л. Мовшович. — Москва : Мед. информ. агентство (МИА), 2010. — 1060 с.: ил.; 24 см; ISBN 978-5-8948-1847-4
- Общая врачебная практика (семейная медицина): практ. рук. / И. Н. Денисов, Б. Л. Мовшович. — Москва : ВУНМЦ по непрерывному медицинскому и фармацевтическому образованию, 2005. — 999 с.; 30 см. — Библиогр.: с. 999. — 3000 экз. — ISBN 5-89004-181-9
- Артериальные гипертензии в общей врачебной практике : учеб.-метод. пособие для врачей / Федер. агентство по здравоохранению и соц. развитию, Ин-т последиплом. образования, Самар. гос. мед. ун-т, Каф. семейн. медицины; [сост. Б. Л. Мовшович и др.]. — Самара: ИПО СамГМУ: Содружество Плюс, 2005. — 107 с.; 21 см. — Библиогр.: с. 105—106. — 300 экз. — ISBN 5-98556-080-6
- Классификация и критерии диагноза в кардиологии, пульмонологии и гастроэнтерологии : Учеб. пособие [для студентов ст. курсов и интернов] / Ю. А. Панфилов, Б. Л. Мовшович ; Куйбышев. мед. ин-т им. Д. И. Ульянова, 78 [2] с., 20 см, Куйбышев: КМИ, 1987.
- Клинико-диагностические и лечебные стандарты в общей врачебной практике. Внутренние болезни / В. В. Павлов, Б. Л. Мовшович, 133 [2] с., 20 см, Самара, 1996.

## Награды, почетные звания и премии
- Премия Правительства Российской Федерации 1999 года в области образования — за разработку и внедрение в практику системы подготовки врача общей практики (семейного врача) для медицинских высших учебных заведений (постановление Правительства Российской Федерации от 25.08.2000 № 627)
- Обладатель Диплома и Медали Альберта Швейцера (Германия) Европейского бюро Всемирной Организации Здравоохранения.